# Леригово
Леригово (грч. Αρναία Арнеа) је град на полуострву Халкидики у округу Халкидики, на истоку периферије Средишња Македонија. Удаљен је 90 km југоисточно од Солуна односно 25 km северозападно од Полигироса.

## Становништво
Према бугарском географу и историчару, Василу Канчову, у Леригову је 1900. године живело 2.000 Грка. Српски историчар Спиридон Гопчевић, 1890. године бележи да је становништво Леригова словенског порекла.
| 1991. | 2021. |
| ----- | ----- |
| 2.335 | 2.159 |